# Залізне серце
Залізне серце (англ. Ironheart), справжнє ім'я — Рірі Вільямс (англ. Riri Williams) — вигадана персонажка, що з'являється в американських коміксах видавництва Marvel Comics. Супергероїня була вигадана сценаристом Браяна Майкла Бендіса й художником Майком Деодато у 2016 році.
Домініка Торн зобразить Рірі Вільямс на широкому екрані у проєктах кіновсесвіту Marvel (КВМ) — у фільмі «Чорна пантера: Ваканда назавжди» (2022) та серіалі Disney+ «Залізне серце» (2023).

## Історія публікації
Рірі Вільямс вперше з'явилась у коміксі «Invincible Iron Man» Том 2 #7 сценариста Браяном Майклом Бендісом та художником Майком Деодато. Потім вона зробила свою першу значну появу через два номери.
Пізніше Вільямс з'явилася в третьому томі «Invincible Iron Man», починаючи з кінця 2016 року, під кодовим ім'ям Залізне серце, використовуючи броню, розроблені Стефано Казеллі, художником нового тому.

## Вигадана біографія

### Дівчинка-геній
Рірі Вільямс росла з матір'ю та вітчимом у Чикаго, штат Іллінойс, після смерті свого батька Деметріуса, її тезки. У віці п'яти років серія тестів показує, що вона володіє надгеніальним рівнем інтелекту. Зростаючи, Рірі одержимо захоплюється технологіями, воліючи проводити час на самоті, винаходячи нові та вдосконалені машини, замість того, щоб дружити, гратися з іграшками, дивитися телевізор або навіть їсти звичайну їжу.
Ще маленькою дівчинкою Рірі та її майбутній вітчим стикаються з неминучою загрозою під час вторгнення на Землю скруллів, але їх рятує вчений-мільярдер, бізнесмен і супергерой Залізна людина.
У віці десяти років Рірі знайомиться з Наталі Вашингтон, яка стає її найкращою подругою. Через деякий час Рірі починає навчання в Массачусетському технологічному інституті. В цей час вона зв'язується з НАСА, сподіваючись подати заявку на участь у програмі підготовки астронавтів. Її вік та відсутність вищої освіти поки що дискваліфікують її, але бажання піти слідами свого особистого героя, першої афроамериканської жінки-астронавта, змушує Рірі не зупинятися на досягнутому. Кілька років по тому, на тринадцятий день народження Рірі, Наталі організовує для астронавтки телефонну розмову з Рірі. Але пізніше того ж року на пікніку в парку в Чикаго стається трагедія. Постріл з автомата забирає життя вітчима Наталі та Рірі, вони обидва гинуть від поранення в серце, і ця подія глибоко впливає на Рірі, змінюючи її життя.
Захоплена Залізною людиною, Рірі будує собі бронежилет, переробляючи конструкцію Mark-41 Старка і вносячи в неї свої корективи. Рірі використовує матеріали, які вона краде з усього кампусу, в тому числі з лабораторії робототехніки, і коли до її кімнати в гуртожитку прибуває команда охорони, щоб викрити її в цьому, Рірі одягає броню і відлітає, вирішивши кинути школу.
Випробовуючи свою броню під час перельоту через США, Рірі захоплює пару ув'язнених, які тікають з в'язниці штату Нью-Мексико, пошкодивши при цьому свою броню. Повернувшись додому, щоб відремонтувати костюм і пояснити матері, що вона покинула інститут, Рірі застає у себе вдома самого Тоні Старка, який дізнався про її діяльність. Старк висловлює свою підтримку рішенню Рірі стати супергероїнею.
Використовуючи відремонтований костюм, Рірі допомагає Старку проти Керол Денверс, також відомої як Капітан Марвел, під час другої Громадянської війни супергероїв, подія, яка залишає Старка в стані коми. Рірі стає на місце Залізної людини як Залізне серце — ім'я, запропоноване ШІ-версією Тоні Старка — натхненна смертю Наталі і її вітчима, а також вдосконаленою бронею, яку вона відтоді будує навколо себе.

### Народження супергероїні
Рірі — звичайна людина без будь-яких надздібностей, хоча її неймовірний інтелект робить її однією з найрозумніших людей у світі.
Її початковий обладунок — великий, грубий і дещо незграбний, але він дає їй можливість літати, надлюдську силу, магнітні здібності й здатність утримувати супротивників в енергетичній бульбашці. Ці здібності переносяться в оновлений костюм Рірі, який є набагато більш обтічним, дозволяє їй стріляти енергетичними вибухами з долонь рукавичок і оснащений інтерфейсом до комп'ютерної копії розуму Тоні Старка, яка функціонує як її основна операційна система. Згодом Рірі модернізує свій костюм, щоб він містив новий штучний інтелект для своєї броні, і називає його Нейро-Автономний Технічний Асистент і Лабораторний Інтелект (Н.А.Т.А.Л.І.) на честь друга, якого вона втратила.

### Борючись з ворогами
Хоча Залізне серце все ще досить новачок на сцені супергероїв, вона стикається з різноманітними надпотужними супротивниками. Вона бореться з Анімаксом, злочинцем-мутантом, що має здатність створювати великих, несамовитих монстрів за власним бажанням зі своєї власної структури ДНК. Рірі також протистоїть Олексію Сицевичу, відомому як Носоріг, Антоніо Родрігесу, відомому як Броненосець, і Керолін Трейнер, відомій як Леді Восьминіжка, і всіх їх вона перемагає. Рірі також об'єднується з бізнес-менеджером і за сумісництвом супергероїнею Пеппер Поттс, також відомою як Рятівниця, щоб боротися з нелюдським злочинцем Томоє Техно-Големом та її поплічниками, ніндзя-біохакерами.
Залізне серце зазнає першої поразки від Джексона Арвада, також відомого як Воля до перемоги. Під час бою вона втрачає свідомість, і ШІ Тоні Старк викликає Месників на допомогу. Вона також вступає в бій з божевільним Титаном Таносом, що призводить до того, що її обладунки перетворюються на руїни.
Мабуть, найголовнішим ворогом Залізного серця на сьогодні є кримінальний кіборг Люсія фон Бардас, яка оголосила себе новою лідеркою своєї рідної країни, Латверії. Після того, як фон Бардас влаштовує терористичну атаку на території США, Залізне Серце вирушає в офіційно несанкціоновану місію в Латверію, щоб протистояти їй. Перемігши кіборга в бою, Рірі оголошує себе новою правителькою країни — принаймні до проведення вільних виборів, які відбудуться через деякий час.
Рірі також відбивається від мутанта Девіда Бонда, відомого як Викрадач, і Меліни Востокової, відомої як Залізна діва, які найняті ренегатською радою директорів Stark Industries, щоб конфіскувати обладунки Залізного серця як власність Старка.

### Миттєві союзники
Залізне серце швидко приймають до спільноти супергероїв. Тоні Старк — перша людина, яка підтримала її, і він забезпечує її технологіями та постійними порадами та настановами через програму штучного інтелекту, засновану на його власній особистості.
Завдяки своєму зв'язку зі Старком, Рірі об'єднує зусилля з деякими з його найближчих соратників, включаючи Пеппер Поттс, його матір, Аманду Армстронг, його виконавчого помічника, Мері Джейн Вотсон, і його голографічного помічника, П'ятницю.
Рірі також працює з командиром Щ.И.Т. Шерон Картер, хоча і в неофіційній якості.
Як Залізного серця, Рірі запрошують приєднатися до Чемпіонів. Вона офіційно приєднується до команди супергероїв, тісно співпрацюючи з деякими її членами, а також з Наташею Романової, також відомою як Чорна вдова, як частина підпільних сил опору в період, коли підконтрольна Гідрі версія Капітана Америки захоплює Сполучені Штати.
Найвідданішою прихильницею і захисницею Рірі є її мати Ронні, яка, двічі овдовівши, спочатку виступає проти того, щоб її дочка взялася за таку небезпечну справу.

### Доля героїні
Незабаром Рірі стала відомою як Залізне серце за свої успішні перемоги, коли вона працювала з Пеппер Поттс у своїй броні Рятівниці. Мати Тоні, Аманда Армстронг, запропонувала Рірі стару лабораторію Тоні, і незабаром після цього Рірі отримала запрошення як від МТІ повернутися до навчання, так і від Чемпіонів приєднатися до їхньої команди підлітків-героїв.
Коли фашистський Капітан Америка, створений Космічним Кубом, на ім'я Кобік, узурпував американський уряд за допомогою Гідри, Рірі, оснащена штучним інтелектом Тоні Старка, приєдналася до Підпілля, групи героїв, щоб дати відсіч. За цей час вона встигла попрацювати під керівництвом Чорної вдови й трохи ближче познайомитися з Чемпіонами. Окремо Рірі незабаром зіткнулася з Люсією фон Бардас, латверійською диктаторкою-терористкою, яка напала на американську землю. Щ.И.Т. заохотив Рірі переслідувати її, ситуація вийшла з-під контролю. Тим часом сформувався план, як прибрати злого Капітана Америку, але Чорна вдова втратила своє життя через лиходія. Залізне серце та Чемпіони були заарештовані, але пізніше звільнені Підпіллям, коли вони перемогли злих Капітана та Гідру.
Коли Стів Роджерс, він же Капітан Америка, повернувся, Кобік перемістив деяких героїв у часі, а Залізне серце приземлилася в майбутньому. Там вона зустріла Тоні Старка, що був там Верховним чаклуном, який, як і Старк з її часу, надихнув її.
Потім Рірі брала участь у пошуках Тоні Старка, чиє коматозне тіло зникло безвісти. Пізніше, коли вона приземлилася вдома, її сусід через дорогу помітив і підійшов до неї, це був Ксав'єр Кінг — хлопець-підліток, про якого Ш.І. Старк знайшов згадку в щоденнику Рірі. Вона запросила Ксав'єра всередину, оскільки люди по сусідству витріщалися, а коли відкрила гараж, то побачила свою матір, яка кричала на представників Stark International, які конфісковували все її лабораторне обладнання, стверджуючи, що це їхня власність. Серед них була найманка Меліна Востокова, вона ж Залізна діва, яка звинуватила Рірі у зворотному інжинірингу приватної власності, на що Рірі плюнула у відповідь, що вони порушили межі приватної власності. Рірі зрозуміла, що станеться з районом, якщо вона буде боротися з Востоковою за свій костюм, і вирішила, що воно того не варте, і віддала свої обладунки. Потім її несподівано відвідав Ерік Брукс, він же Блейд, мисливець на вампірів, і вона прийняла запрошення Массачусетського технологічного інституту, щоб не тільки знайти Старка, але й бути в курсі великої, потенційно світової розробки, в якій вона і Старк будуть потрібні. Без своїх обладунків вона знову почала відвідувати МТІ, і декан школи привітав її особисто. Він пояснив, що оскільки вона зробила свій обладунок на кампусі і він має помітні модифікації, які відрізняються від обладунку Старка, то він належить університету. Він запропонував їй переписати обладунок на себе, і згодом його було повернуто.
Отримавши свої обладунки назад, вона незабаром приєдналася до аналітичного центру, очолюваного мандрівником у часі Леонардо да Вінчі, який прагнув відновити те, що спочатку означало Щ.И.Т. Незабаром Старк одужав і вийшов з коми, і коли герой повернувся до справи, Рірі офіційно приєдналася до Чемпіонів. Під час боротьби з Чемпіонами Рірі допомогла врятувати Амку Аліяк і вирушила в космос на планету Чітаурі від божевільного титана Таноса. Однак зустріч з Таносом призвела до того, що її обладунки були зруйновані, оскільки вона нерозважливо вирішила прийняти його виклик. Її напарник по команді Вів Віжн заохотив її відтворити свої обладунки, але з поліпшеннями.
Рірі прислухалася до поради Вів і створила новий костюм. Разом з командою Рірі вирушила до Африки, щоб дослідити забруднене джерело води, але замість цього знайшла Теда Салліса, відомого як Людина-Річ. Болотяне чудовисько напало на них і відправило товаришів Рірі по команді Сема Александера, відомого як Нова, і Надю Ван Дайн, відому як Оса, в невідомі краї. Поки Чемпіони шукали своїх зниклих товаришів по команді, Рірі був з ними, коли його товариш по команді Майлз Моралес, він же Людина-павук, отримав повідомлення про стрілянину в його школі. Приєднавшись до нього в школі, він відмовився від їхньої допомоги, оскільки ніхто з них нічого не міг зробити, оскільки стрілянина вже сталася. Пізніше тієї ж ночі Амадей Чо, він же Браун, запитав Рірі, що їм робити, і вона відповіла, що вони нічого не можуть зробити, щоб змінити людей, і це було частково причиною того, що вона створила костюм насамперед. За допомогою Амки вони знайшли своїх зниклих товаришів по команді в облоговій паралелі, де всі вони втратили пам'ять і стали аватарами самих себе, крім Рірі, якій довелося подолати ці проблеми з пам'яттю, щоб возз'єднати команду, що вона успішно зробила, і всі вони повернулися додому. Після повернення Вів несподівано поцілувала Рірі, але Рірі була захоплена зненацька і не в хорошому сенсі. Вона відштовхнула Вів, а Вів вибачилася, усвідомивши свою помилку. В результаті Рірі відчувала себе некомфортно в команді і уникала приєднуватися до них на місіях. Потім вона потрапила під вплив Чорного Серця, сина повелителя пекла Мефісто, що призвело до сутички з Чемпіонами. Вів знову вибачився перед Рірі, що допомогло їй вийти з-під його впливу, і вони разом перемогли Чорне Серце. Рірі та Вів вирішили свої проблеми, при цьому Рірі повідомила Віву, що вона не може повернути романтичні почуття Вів, але хоче залишитися друзями.
Прийнявши лабораторію від Массачусетського технологічного інституту, Рірі використовувала свої нові ресурси для створення штучного інтелекту для своєї броні. У цей час вона зіткнулася з лиходієм Клеш, злочинцем, пов'язаним з Десятьма перстнями, який був вражений нею і дав їй токен від диявольського угруповання. Її штучний інтелект ожив завдяки скануванню її власних мозкових хвиль і створив версію її колишньої, а нині вже покійної кращої подруги Наталі. Перетворивши ім'я колишньої подруги на абревіатуру, Рірі назвала новий ШІ Нейро-Автономний Технічний Асистент і Лабораторний Інтелект (Н.А.Т.А.Л.І.). Але незабаром Рірі та її новий ШІ виявили, що її подруга Дая Гамільтон зникла безвісти, а разом з нею і низка злочинів, пов'язаних з терористичною організацією Десять кілець, змусили її повернутися до Чикаго. Розслідування привело її до боротьби з членом Десяти кілець Опівнічним вогнем, який шукав Джерело Сили — містичний портал, що є джерелом надлюдських здібностей — і намагався завербувати Рірі в організацію, але зазнав невдачі. Врешті-решт вона знайшла Даю та кількох інших викрадених дітей на складі, яких тримав у заручниках корумпований кандидат у губернатори штату Іллінойс Томас Берч, який використовував їх, щоб мати гарний вигляд для своєї передвиборчої кампанії. Рірі отримала нагороду за звільнення Берча і використала її для будівництва власної лабораторії в Чикаго.
Пізніше вона допомогла Чемпіонам знайти зниклого члена команди Майлза і зіткнулася з магічним лиходієм Екліпсом, який випустив зомбі на її рідне місто. Екліпс носив емблему Десять кілець, що змусило Рірі шукати доктора Стівена Стренджа, також відомого як Доктор Стрендж, який допоміг їй зрозуміти магію, з якою вона зіткнулася. Коли вона згадала про Джерело Сили, Стрендж вказав їй на Ваканду, де знаходилися невідкриті ворота до нього. Щоб перешкодити Десяти Персням, Рірі об'єдналася з принцесою Ваканди Шурі після того, як тіньові істоти напали на столицю Ваканди, Бірнін-Зану. Перед пошуками Джерела їм завадила колишня Нова Воїнка Джанель Акорд, також знана як Силует, яка шукала свого брата, Опівнічний Вогонь. Вони працювали разом з допомогою Дори Мілай, щоб знайти Джерело, але Десять Кілець вже були там з чоловіком, схожим на її біологічного батька, Деметріуса Вільямса, чоловіка, якого вона вважала мертвим. Опівнічний Вогонь також був присутній і віддав Камінь Хала Деметріусу, відомому як Дюна, і члени Десяти Кілець напали на Рірі та її союзників, перш ніж вона змогла впоратися з чоловіком, якого вона бачила перед собою. Вона швидко розкрила свій зв'язок з Дюною, що зупинило бій, але лише на мить. Під час наступної вилазки Рірі вкрала камінь, хоча він відкрив правду про її батька, що він був жертвою, яка стала лиходієм. Поєднавшись з Джерелом, Рірі набула прозорливості і стала нестримною, змусивши Десять Перснів і батька Рірі відступити. Рірі провела кілька днів, оговтуючись від отриманого сплеску сили, але перед тим, як вирушити додому, Шурі запевнив її, що у неї завжди буде дім у Ваканді. Незабаром вона повернулася, щоб допомогти з космічною програмою Ваканди і допомогла боротися з симбіонтом Н'Джадака.
Коли Тоні Старк був оголошений мертвим, новий закон, що забороняє неповнолітніх Супергероїв, і революція ШІ наступала на п'яти Рірі, Рірі була втрачена без свого наставника. Вона перестала бути Супергероєм через страх бути заарештованою. Тим часом Арно Старк, прийомний брат Тоні, взяв під свій контроль компанію "Старк Безмежні". Хоча її друг Ксав'єр був бажаним відволікаючим маневром, поки їх не перервали хакнуті самокеровані інтелектуали. Рірі та її Ш.І. Н.А.Т.А.Л.І. простежили злом до Андре Сімса, співробітника Stark Unimedical. Проте Рірі та Н.А.Т.А.Л.І. зіткнулися в суперечці, що робити з інформацією, і Ш.І. став агресивним через збій у взаємодії з програмним забезпеченням Сімса. Збій призвів до того, що ШІ взяв броню Залізного Серця і залишився з Андре наодинці. Коли Рірі наздогнала Н.А.Т.А.Л.І., штучний інтелект нагадав їй, що вони повинні допомогти людям і зупинити лиходіїв, і вони примирилися.
Після того, як заборона неповнолітніх супергероїв була підписана законом, відомим як Закон Камали, спонсорована урядом оперативна група К.Р.Е.Д.Л. забезпечила виконання цієї заборони, заарештувавши непокірних юних героїв і відправивши їх до таборів перевиховання. Чемпіони стали втікачами і звернулися за допомогою до Рірі, щоб та допомогла їм. Хоча Рірі не хотіла порушувати закон, вона врешті-решт приєдналася до них проти К.Р.Е.Д.Л. , коли вони прибули до неї додому. На щастя, Скотт Саммерс, він же Циклоп, врятував команду, і вони знайшли притулок у Мародерів. Незабаром Рірі та Чемпіони перегрупувалися і повернулися додому, щоб боротися за свої переконання.

## Альтернативні версії
У коміксі «Spider-Men II» 2017 року альтернативна версія Рірі Вільямс зі всесвіту Ultimate є членкинею супергеройської організації Алтімейтс.

## Продажі
Тираж «Invincible Iron Man» Том 2 #9 склав 49 334 екземплярів, що зробило його 9-м найбільш продаваним накладом із 14 випусків.

## Видання
| Назва                                                 | Випуски                                                         | Дата публікації | ISBN           |
| ----------------------------------------------------- | --------------------------------------------------------------- | --------------- | -------------- |
| Invincible Iron Man: Ironheart Vol. 1 - Riri Williams | Invincible Iron Man (vol. 4) #1-5                               | Лютий 2018      | 978-1302906726 |
| Invincible Iron Man: Ironheart Vol. 2 - Choices       | Invincible Iron Man (vol. 4) #6-11                              | Червень 2018    | 978-1302906740 |
| Ironheart: Riri Williams                              | Invincible Iron Man (vol. 4) #1-11                              | Жовтень 2019    | 978-1302919795 |
| Ironheart Vol. 1: Those With Courage                  | Ironheart #1-6                                                  | Липень 2019     | 978-1302915087 |
| Ironheart Vol. 2: Ten Rings                           | Ironheart #7-12                                                 | Січень 2020     | 978-1302915094 |
| Ironheart: Meant To Fly                               | Ironheart #1-12                                                 | Жовтень 2020    | 978-1302923525 |
| Iron Man 2020: Robot Revolution - iWOLVERINE          | 2020 Ironheart #1-2, and 2020 Rescue #1-2, 2020 iWOLVERINE #1-2 | Листопад 2020   | 978-1302925543 |